# Сорок Севастійських мучеників
Сорок Севастійських мучеників або просто Сорок святих (грец. Ἃγιοι Τεσσεράκοντα, англ. The Holy Forty Martyrs of Sebastia, Holy Forty, †320) — 40 воїнів римського XII легіону (Legio XII Fulminata), які загинули у 320 році біля міста Севастія (грец. Σεβάστεια) нині турецьке місто Сівас (тур. Sivas) за відмову зректись християнської віри. Пам'ять вшановується у православній і католицькій церкві, а також у давньосхідних та ряді протестантських церквах. Їм моляться жінки за швидке повернення своїх чоловіків після тривалої розлуки.
Севастійські мученики згадуються у проповідях Василія Великого, Григорія Ніського, Єфрема Сирина, а також історика ранньої церкви Созомена.

## Мучеництво
Воїни були родом з Каппадокії (нині на території Туреччини) у складі римського XII Блискавичного легіону (лат. Legio XII Fulminata), що стояв у місті Севастії. Воєначальник Агрікола зажадав від них жертву язичницьким богам. Після відмови римські воїни увечері роздягнули воїнів і поставили у вкрите кригою озеро. На березі в той час постійно розігрівали лазню для тих, хто відступництвом захотів би врятувати своє життя.
На ранок один з воїнів не витримав, але як тільки забіг до лазні, то відразу помер. Однак мучеників все-таки стало сорок. Один тюремний сторож Аглай побачив видіння, як ангели несли 39 прегарних вінків для мучеників. Тоді він звернувся до Христа і, знявши одежу, пішов на лід. Мучителі, що прийшли згодом, побачили, що воїни-християни не лише не замерзли, але й навіть відігрілись. Тоді мучителі молотами перебили їм гомілки і вкинули в вогонь, а обвугленні кістки мучеників скинули в річку. Але частину святих мощей християнам потайки вдалося зберегти.

## Імена
| - Киріон - Кандид - Домній - Ісихій - Іраклій - Смарагд - Евноїк - Валент - Вівіан - Клавдій | - Пріск - Теодул - Євтихій - Іван - Ксантій - Іліан - Сисиній - Огій - Аетій - Флавій | - Акакій - Екдикій - Лісимах - Александр - Ілій - Горгоній - Теофіл - Доміціан - Гай - Леонтій | - Афанасій - Кирило - Сакердон - Миколай - Валерій - Філиктимон - Северіан - Кудіон - Мелітон - Аглай |

Римський мартиролог подає список севастійських мучеників з незначними відмінностями у написанні імен.
Пам'ять про 40 мучеників належить до кола найшанованіших свят. У день їх пам'яті полегшується суворість Великого Посту та звершується Літургія передосвячених дарів.

## Народне святкування
Олекса Воропай писав, що за народними віруваннями «на Сорок Святих сорока іменинниця». Це пов'язано з народною етимологію, подібністю звучання слова сороки і числа сорок. У цей день ніби «сорока кладе на своє гніздо сорок прутиків». Вважалося, що тоді ж із вирію прилітає сорок жайворонків.
У день сорока Святих Мучеників «господині тоді печуть сорок кренделів з медом у формі пташок і роздають їх дітям». А на Переяславщині в цей день дівчата варили сорок вареників із сиром і частували хлопців — «щоб мороз любисток не побив».
У деяких регіонах у ці дні закликають весну обрядовими піснями — веснянками. Ці пісні зберегли архаїку, а іноді й імена давніх слов'янських язичницьких богів. Наприклад, у пісні, яку записали у Волинській області 1965 року, згадується про Дажбога, який посилає солов'я на землю:
 Ой ти, соловейку, ти, ранній пташку,

 Ой, чого так рано з вир'їчка вийшов?

 Не сам вийшов, Дажбог мене вислав

 З правої ручейки, i ключики видав:

 З правої ручейки — літо відмикати,

 З лівої ручейки — зиму замикати <…>